# Linda Zechiri
Linda Zechiri –en búlgaro, Линда Зечири– (Sofía, 27 de julio de 1987) es una deportista búlgara que compitió en bádminton. Ganó una medalla de bronce en el Campeonato Europeo de Bádminton de 2012, en la prueba individual.

## Palmarés internacional
| Campeonato Europeo | Campeonato Europeo  | Campeonato Europeo | Campeonato Europeo |
| Año                | Lugar               | Medalla            | Prueba             |
| ------------------ | ------------------- | ------------------ | ------------------ |
| 2012               | Karlskrona (Suecia) | Medalla de bronce  | Individual         |